# Wapen van Zeevang

Wapen van de voormalige gemeente Zeevang.

Het wapen van Zeevang werd op 25 september 1970 per Koninklijk Besluit toegekend aan de Noord-Hollandse gemeente Zeevang. Vanaf 2016 is het wapen niet langer als gemeentewapen in gebruik, omdat de gemeente Zeevang opging in de gemeente Edam-Volendam. Het wapen bestaat voor een groot deel uit het oude wapen van de voormalige gemeente Oosthuizen. Het huidige dorp Oosthuizen was tot 2016 het administratieve centrum van de gemeente Zeevang. De elementen uit het oude wapen van de gemeente Oosthuizen die opgenomen zijn in het nieuwe wapen zijn: een bril met een glas en een los glas eronder, vier rode punten en drie ruiten, al deze elementen zijn in het nieuwe wapen opgenomen. De ruiten zijn veranderd in maliën, dus ze zijn hol gemaakt.
Over de bril bestaan twee verhalen, de ene verwijst naar de wapenstier uit Monnickendam, deze heeft in verschillende (stads)wapens gestalte gekregen, waaronder het wapen van Edam en Hoorn. In Oosthuizen zou de stier een oude vrouw omver hebben gelopen, daarbij viel haar bril en verloor zij een van de glazen. De andere theorie is dat de heer van Oosthuizen, Cornelis van Bergen, bij een veldslag een oog verloor. De rode punten verwijzen wellicht naar deze zelfde Cornelis van Bergen, het stellen bergen voor. De ruiten zouden maliën voor kunnen stellen als verbastering van het wapen Boutersem, het stamwapen van het geslacht Glymes  van Bergen.
De andere wapens hebben wel een plek in het nieuwe wapen gekregen, maar in andere vormen. Middelie had een eigen wapen met een koe erop, in het nieuwe wapen is deze teruggekomen als een stierenkop. In Warder en Kwadijk was de scheepvaart belangrijk en dit is in de vorm van een gevangenis met penningen eromheen. In deze twee dorpen waren vroeger namelijk varende beurzen, eigenlijk fondsen opgebracht door schepelingen, waar geld uitgehaald kon worden om de zeevaarders vrij te kunnen kopen van zeerovers uit Duinkerke, Biskaje en andere plaatsen waar veel zeerovers vandaan kwamen.

## Blazoen
De blazoenering van het wapen luidt als volgt:
Gevierendeeld,
1. doorsneden; a. in zilver vier de bovenrand rakende punten van keel; b. in sinopel een gouden bril met glazen van zilver, het linker glas eronder geplaatst;
2. van zilver, getralied van sabel en een zoom van sabel beladen met acht zilveren penningen;
3. in sabel een aanziende stierenkop van goud, gehoornd, getongd en geringd van keel;
4. in sinopel drie maliën van zilver. Het schild gedekt met een gouden kroon van drie bladeren en twee paarlen.

Keel is in de heraldiek rood, sinopel is groen, sabel is zwart.
Het wapen van Oosthuizen komt in kwartier I en IV terug. Warder komt in kwartier III terug en Kwadijk en Middelie in kwartier II.

## Vergelijkbare wapens
De volgende wapens hebben elementen die in het wapen van Zeevang terecht zijn gekomen:

Het wapen van François van Bredehoff
Het wapen van Oosthuizen
Het wapen van Warder